# Ozone Park–Lefferts Boulevard (línea de la Calle Fulton)
Ozone Park–Lefferts Boulevard es una estación elevada en la línea de la Calle Fulton del metro de la ciudad de Nueva York, localizada en la intersección de Lefferts Boulevard y la avenida Liberty en Queens. A pesar de su nombre, la estación en realidad no está localizada en Ozone Park, sino que está junto a Richmond Hill.
Esta estación es una de las tres terminales meridionales del servicio A. Aunque esta es una terminal "meridional" con vías en dirección (considerando la Octava Avenida en Manhattan como Sur-Norte) en la avenida Liberty, la terminal pasa geográficamente en el oeste-sur-oeste este-norte-este, para que los trenes que van en dirección sur en realidad se acerque al este-norte-este, o más al norte que al sur.

## Enlaces externos

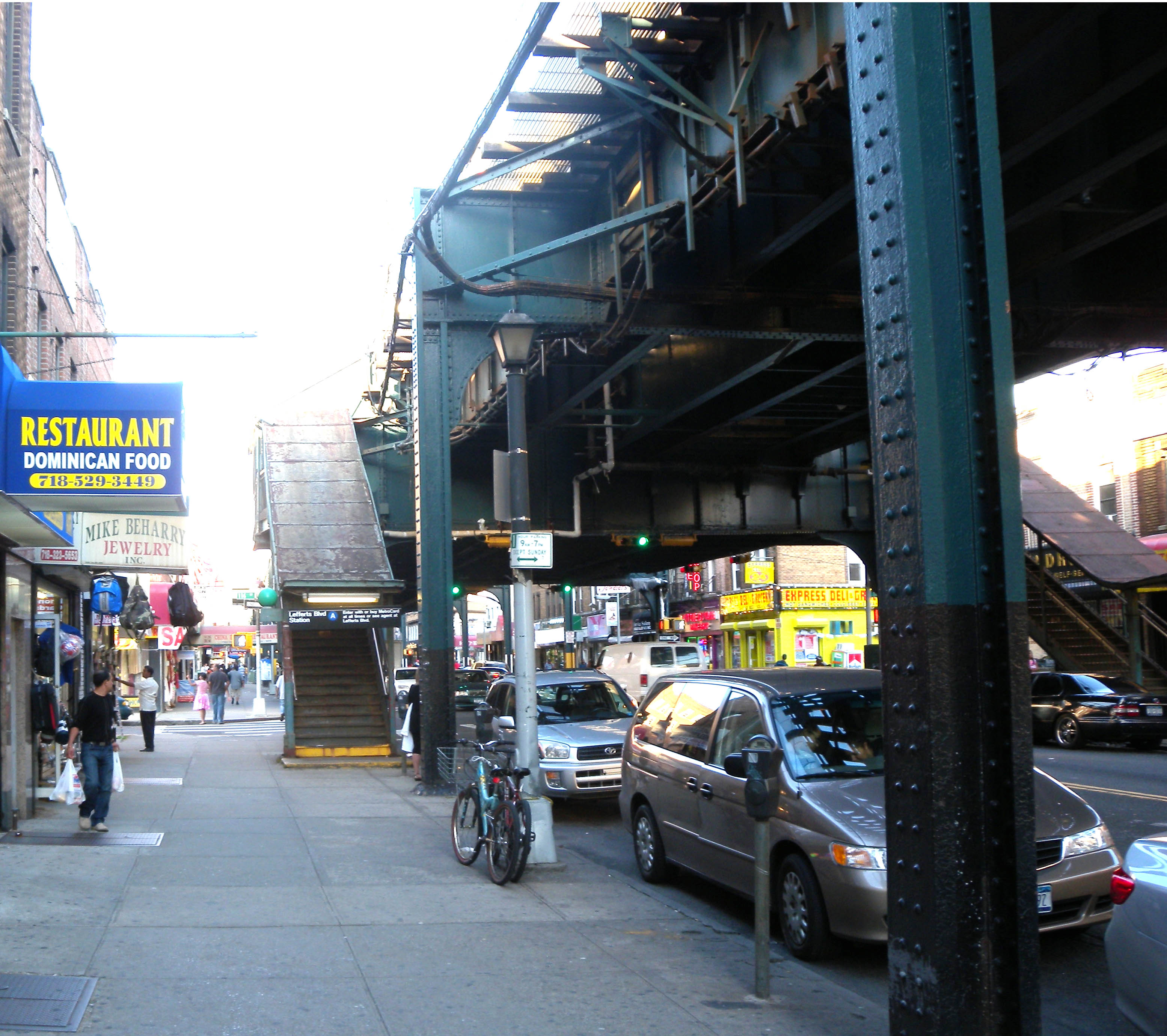
Escalera noroccidental

## Conexiones de autobuses
- Q10 hacia el Aeropuerto JFK
- Q112